# イスマイル・イサコフ

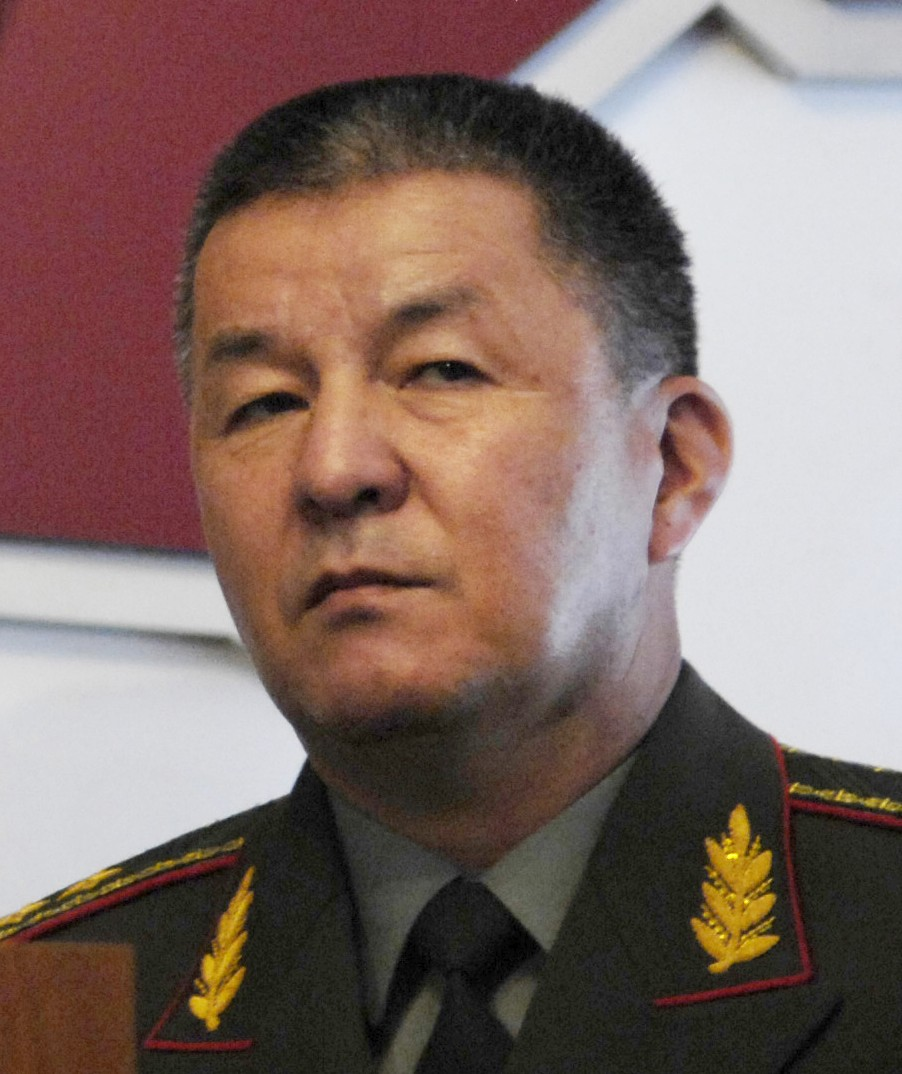

イスマイル・イサコフ（Исмаил Исаков; 1950年6月11日 - ）は、キルギス共和国の軍人、政治家。暫定人民政府の元国防相。参謀総長、国防相等を歴任。中将。キルギス人。

## 経歴
オシ州アライスキー地区ソプ・コルゴン村出身。

### 軍歴
1973年、V.I.レーニン名称タシケント高等諸兵科共通指揮学校を卒業。
- 1973年 - 南部軍集団（ハンガリー）の自動車化狙撃小隊長、中隊長
- 1978年～1981年 - 中隊長、自動車化狙撃大隊参謀長/副大隊長、大隊長（ウクライナ）
- 1981年～1984年 - M.V.フルンゼ名称軍事アカデミーの聴講生
- 1984年～1992年 - 連隊参謀長、連隊長、基地参謀部課長、基地参謀長、師団参謀長
- 1989年 - 高等将校課程「ヴィストレル」を修了
- 1992年～1994年 - キルギス共和国軍参謀本部戦闘訓練局の課長
- 1994年～1995年 - 国防第一次官兼参謀総長
- 1995年～1996年 - ロシア連邦軍参謀本部アカデミーの聴講生
- 1996年～1999年10月11日 - 国防第一次官
- 1998年 - 国際人道法大学（イタリア、サンレモ）を卒業

### 政治家
2000年～2005年、ジョゴルク・ケネシ立法院代議員、国家安全保障問題委員会委員長。ベラルーシ・カザフスタン・キルギス・ロシア・タジキスタン議会間委員会対外関係・安全保障・地域協力常任委員会副委員長。
2002年から社会・政治運動「アスカル・アカエフの退陣－国民のための改革」の本部長・調整官。
2005年3月24日、国防相補佐官。2005年3月25日～2008年5月26日、国防相代行、国防相。2008年5月26日～10月10日、キルギス安全保障会議書記。2008年12月、金銭の不法割当により起訴。
2008年12月24日、「統合国民運動」政治局員。2008年～2009年5月、「キルギスタン・ジャヌィ」（Жаңы Кыргызстан）党書記長。2009年5月8日、全ポストを解任され、除籍。
2010年4月8日、ローザ・オトゥンバエヴァを首班とする暫定人民政府の国防相に任命。「技術政府」発足後の7月20日、国防相を辞任。

## パーソナル
「武勲に対する」メダル、三等「申し分のない勤務に対する」メダル、「軍事協力の強化に対する」メダルを受章。
バトケン地区名誉市民。